# August Erne
August Erne (* 15. Februar 1905 in Leibstadt; † 15. Oktober 1987) war ein Schweizer Radrennfahrer.
1932 wurde August Erne Schweizer Strassenmeister und gewann auch die Meisterschaft von Zürich. Im Jahr darauf belegte er bei der Zürcher Meisterschaft den zweiten Platz und startete bei der Tour de France, bei der er auf der 2. Etappe ausschied. 1935 wurde er Zweiter bei der nationalen Strassenmeisterschaft; 1936 belegte er bei der Meisterschaft von Zürich nochmals einen dritten Platz und konnte die dritte Etappe der Tour de Suisse für sich entscheiden.